# 大好きばんどう!市民会議
大好きばんどう!市民会議（だいすきばんどうしみんかいぎ）は、2004年に茨城県坂東市（旧岩井市）に発足した団体。
年間活動として、坂東市民塾を定期的に開催。また、毎冬『坂東祝い鍋まつり』に後援・協力している。

## 歴史
2004年5月11日、大好きいわい!市民会議として発足。同年、『ねぎじゃどしたい?んじゃよかっぺ!祭』など西川のりおなどとイベントを開催した。
2005年3月に岩井市と猿島町が合併し、坂東市となったのを機に、現在の名称に変更した。